# 格奧爾格·海因里希·博羅斯基
格奧爾格·海因里希·博羅斯基（德語：Georg Heinrich Borowski，1746年7月26日—1801年7月26日）是一名德國動物學家，出生於東普魯士柯尼斯堡（今俄羅斯加里寧格勒），父親是安德烈亞斯·恩斯特·博羅斯基（Andreas Ernst Borowski），妻子是瑪麗亞·雷吉娜·內格爾肯（Maria Regina Negelken）。他的兄長是柯尼斯堡大主教路德維希·恩斯特·馮·博羅斯基（Ludwig Ernst von Borowski）。

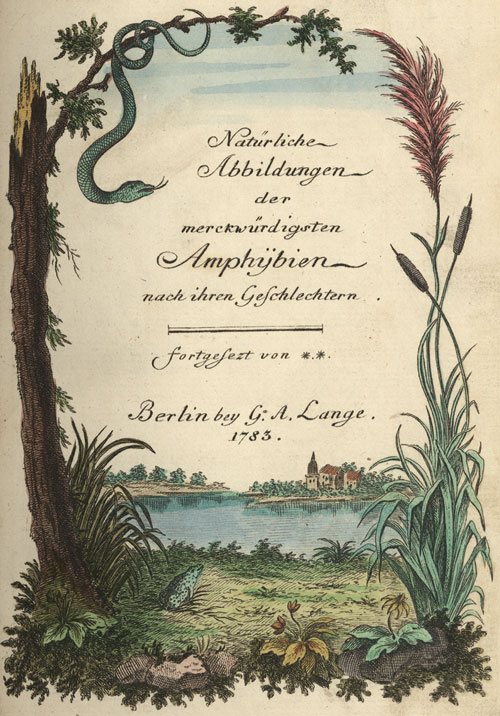
《動物界的自然通史》，1783年

博羅斯基是奧得河畔法蘭克福歐洲大學自然歷史和國內經濟系的教授。1781年，他在《動物界的自然通史》（Gemeinnüzzige Naturgeschichte des Thierreichs）一書中以「Balaena novaeangliae」為名，科學性地描述了大翅鲸。
他在奧得河畔法蘭克福歐洲大學任教時去世，享年55歲。

## 外部連結
- BHL （页面存档备份，存于） Digitised Gemmeinnnüzige Naturgeschichte des Thierreichs (1780- 1789) Georg Heinrich Borowski, Johann Friedrich Wilhelm Herbst and Daniel Friedrich Sotzmann Daniel Friedrich Sotzmann
- Zoologica （页面存档备份，存于） Göttingen State and University Library